# Заречное (Саратовская область)
Заречное — село в Балашовском районе Саратовской области. Входит в состав Репинского муниципального образования.

## История
В 1961 году указом Президиума Верховного Совета РСФСР село Малая Грязнуха переименовано в Заречное.

## Население
| 2002 | 2010 |
| ---- | ---- |
| 438  | ↗441 |